# Więzadło wątrobowo-dwunastnicze

Więzadło wątrobowo-dwunastnicze

Więzadło wątrobowo-dwunastnicze (łac. ligamentum hepatoduodenale) – w anatomii człowieka więzadło, które rozciąga się pomiędzy powierzchnią trzewną wątroby a częścią górną dwunastnicy. Tworzy dolną (prawą) część sieci mniejszej. W jego obrębie sieć jest gruba i zakończona wklęsłym brzegiem (prawa dolna strona), który tworzy ograniczenie otworu sieciowego.  Więzadło wątrobowo-dwunastnicze obejmuje struktury, które wchodzą do wnęki wątroby i z niej wychodzą, a także otaczającą je tkankę łączną. Po stronie prawej biegnie przewód żółciowy wspólny, na lewo od niego tętnica wątrobowa właściwa (wraz z naczyniami chłonnymi i nerwami), a z tyłu pomiędzy nimi żyła wrotna wątroby.